# Käthe und ich: Im Schatten des Vaters
Im Schatten des Vaters ist ein deutscher Fernsehfilm von Oliver Liliensiek aus dem Jahr 2020. Es handelt sich um fünfte Episode der ARD-Reihe Käthe und ich. Die deutsche Erstausstrahlung erfolgte am 17. September 2021 auf dem ARD-Sendeplatz Endlich Freitag im Ersten.

## Handlung
Paul tut sich schwer, die Trennung von Erina zu verarbeiten.
Da braucht Jasmina, die Sprechstundenhilfe aus Aarons und Jules Tierarztpraxis, seine Hilfe: Sie bittet ihn, mit ihrem hochbegabten Halbbruder Roman zu sprechen, der eine Spenderleber braucht. Ihre Leber würde perfekt passen, ihr Bruder hätte jedoch seltsam auf diese Nachricht reagiert. Roman selbst ist skeptisch, warum Jasmina ihm helfen will, obwohl sie nie Kontakt hatten. Paul will zunächst einen organischen Grund für seinen mangelnden Lebenswillen ausschließen, doch seine behandelnde Ärztin Dr. Lennart reagiert kühl auf Pauls Nachfragen. Im Krankenhaus trifft Paul auf Frau Möller, die als Urlaubsvertretung wieder als Krankenschwester im Krankenhaus arbeitet.
Jasminas Kontakt zu ihrem Halbbruder hatte aufgehört, als sie acht Jahre alt war und ihr gemeinsamer Vater, der Schauspieler Fritz Thomas, auszog. Ihre Mutter hatte ihm daraufhin jeden Kontakt verboten mit der Drohung, ihn zu vernichten. Fritz Thomas hatte es trotzdem geschafft, Jasmina jede Woche eine Ansichtskarte zu schicken. Paul lernt den Schauspieler, der gerade seine Mephistopheles-Rolle probt, kennen. Er selber käme wegen einer Nierenkrankheit nicht als Organspender in Frage.
Paul und Eric vermuten, dass Jasmina die Spende nur ihrem Vater zuliebe durchführen will. In die gleiche Richtung argumentiert auch Jasminas Mutter, da Jasmina ihren Vater vergöttert. Mit der gleichen Begründung lehnt auch die Kommission, die Jasminas Motivation untersuchen soll, Jasmina als Organspenderin ab; Jasmina ist niedergeschlagen.
Jasmina  vermutet, ihre Mutter hätte sie bei der Kommission angeschwärzt; Paul verspricht, mit ihrer Mutter zu sprechen. Diese meint, Fritz Thomas hätte sich nur alle Jubeljahre bei Jasmina blicken lassen, in Wahrheit hätte er sich für Jasmina geschämt und Roman bevorzugt. Sie offenbart ihm, dass seine angeblichen Postkarten an Jasmina in Wahrheit von ihr stammen, weil Jasmina unglücklich war.
Roman äußert noch einen letzten Wunsch: Vor seinem Krankenhausaufenthalt hat er Bruno, einen Hund aus dem Tierheim, kennengelernt und ausgeführt, der vor seinem Krankenhausaufenthalt vermittelt wurde. Nun möchte Roman Bruno noch ein letztes Mal sehen. Auch bittet er Frau Möller um die Unterlagen für eine Patientenverfügung.
Aaron hat Lampenfieber, als Redner bei einem Kongress aufzutreten, zu dem seine Kollegin Heidrun ihn überreden will.
Paul hält Fritz Thomas für einen Narzissten, der niemals jemand anderen lieben wird als sich selbst. Beispielsweise reagiert er missmutig darauf, dass man Käthe zu Roman lässt, obwohl Fritz Thomas allergisch auf Hundehaare reagiert.
Als sich herausstellt, dass es Eric war, der mit der Kommission gesprochen hat, verlangt Paul von ihm, seine Aussage gegenüber der Kommission wieder zu ändern. Durch Erics erneute Intervention bekommt Jasmina einen weiteren Anhörungstermin.
In der Zwischenzeit schleicht sich Roman aus der Klinik. Paul und Jasmina fangen sofort an, ihn zu suchen. Sie suchen Brunos neue Besitzerin auf und nehmen mit Käthes Hilfe die Fährte auf. Sie finden Roman schließlich im Wald, wo er sich mit Bruno versteckt hat.
In der Zwischenzeit gelangt Frau Möller an die Krankenakte von Fritz Thomas und findet heraus, dass er kerngesund ist und an keiner Nierenkrankheit leidet. Um Jasmina den Charakter ihres Vaters zu verdeutlichen, nimmt er sie zu ihm mit und konfrontiert ihn damit, dass er gar nicht nierenkrank ist und seinen Sohn im Zweifel hätte sterben lassen. Jasmina reagiert erschüttert; Paul rät ihr, sich von ihrem Vater zu distanzieren.
Jasminas zweite Anhörung fällt positiv aus. Sie hat Bruno zu sich genommen, da seine neue Besitzerin nicht mit ihm zurechtkommt, und bietet Roman an, mit ihr zusammenzuziehen.

## Hintergrund
Im Schatten des Vaters wurde unter dem Arbeitstitel Der Narzisst  vom 8. September bis zum 8. Oktober 2020 in Waren an der Müritz, Biesenthal und Berlin gedreht. Produziert wurde der Film von der Bavaria Fiction GmbH.

## Rezeption

### Einschaltquote
Die Erstausstrahlung am 17. September 2021 im Ersten wurde von 3,24 Millionen Zuschauern gesehen, was einem Marktanteil von 12,6 % entspricht.

### Kritiken
Die Kritiker der Fernsehzeitschrift TV Spielfilm zeigten mit dem Daumen geradeaus und vergaben für die Spannung einen von drei möglichen Punkten. Das Fazit lautete: „Medical-Drama um Organspende: allzu süßlich“.